# Clubiona aculeata
Clubiona aculeata är en spindelart som beskrevs av Zhang, Zhu och Song 2007. Clubiona aculeata ingår i släktet Clubiona och familjen säckspindlar. Inga underarter finns listade i Catalogue of Life.